# Santa Maria de la Molsosa
|  | Per a altres significats, vegeu «Església vella de la Molsosa». |

Santa Maria de la Molsosa és l'església parroquial de la Molsosa (Solsonès) inclosa a l'Inventari del Patrimoni Arquitectònic de Catalunya. Al nucli de la Molsosa s'hi va per la carretera asfaltada que surt del km 8,2 de la carretera de Calaf a Vallmanya (41° 46′ 36″ N, 1° 30′ 36″ E / 41.776746°N,1.509979°E). Està indicat. S'hi arriba en 3,3 km.
L'any 1925, com que hom trobava l'antiga parròquia de la Molsosa de difícil accés, es va decidir de construir una nova església a prop de les escoles i de la casa del comú. El seu principal promotor fou Mn. Ramon Puigpelat, fill de La Molsosa i ecònom del Carme de Barcelona, el qual va encarregar el projecte de l'obra a l'arquitecte Enric Sagnier. La nova construcció es feu prop de la casa de la Passada.
Església de planta rectangular i campanar de torre, de planta quadrada. A la façana de ponent hi ha el portal d'entrada, precedit d'un pòrtic amb tres arcs de mig punt. Al mur de migdia hi ha adossat l'edifici de la rectoria i altres dependències auxiliars. Tant el campanar com el pòrtic d'entrada, van ser construïts uns anys més tard que la resta de l'església, concretament l'any 1952.

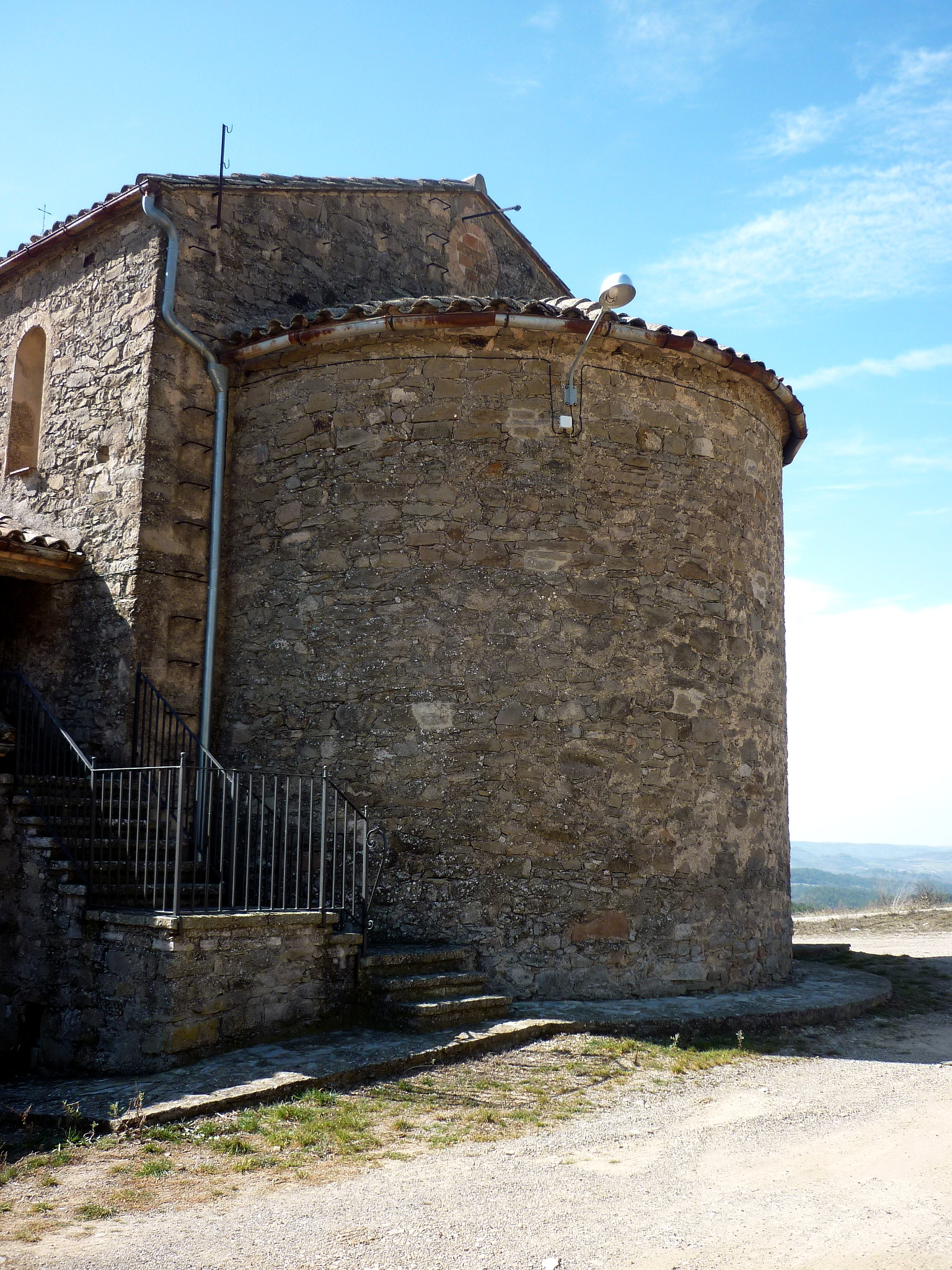
Absis